# Voorheesville
Voorheesville és una població dels Estats Units a l'estat de Nova York. Segons el cens del 2000 tenia 2.705 habitants.

## Demografia
Segons el cens del 2000, Voorheesville tenia 2.705 habitants, 1.042 habitatges, i 816 famílies. La densitat de població era de 490,3 habitants per km².
Dels 1.042 habitatges en un 36,2% hi vivien nens de menys de 18 anys, en un 64% hi vivien parelles casades, en un 11,2% dones solteres, i en un 21,6% no eren unitats familiars. En el 17,7% dels habitatges hi vivien persones soles el 6,5% de les quals corresponia a persones de 65 anys o més que vivien soles. El nombre mitjà de persones vivint en cada habitatge era de 2,6 i el nombre mitjà de persones que vivien en cada família era de 2,94.
Per edats la població es repartia de la següent manera: un 25% tenia menys de 18 anys, un 5,9% entre 18 i 24, un 24,9% entre 25 i 44, un 31,6% de 45 a 60 i un 12,6% 65 anys o més.
L'edat mediana era de 42 anys. Per cada 100 dones de 18 o més anys hi havia 89,5 homes.
La renda mediana per habitatge era de 61.563 $ i la renda mediana per família de 65.682 $. Els homes tenien una renda mediana de 46.667 $ mentre que les dones 35.990 $. La renda per capita de la població era de 25.760 $. Entorn del 0,5% de les famílies i l'1,3% de la població estaven per davall del llindar de pobresa.